# Матвієнко Ніна Митрофанівна
Ні́на Митрофа́нівна Матвіє́нко (10 жовтня 1947, Неділище — 8 жовтня 2023, Київ) — українська співачка та акторка. Народна артистка Української РСР (1985), лауреатка Державної премії УРСР ім. Тараса Шевченка (1988), Герой України (2006), Національна легенда України (2024, посмертно). Входила до Спілки кінематографістів України (1989). Мати співачки Антоніни Матвієнко.

## Життєпис
Народилася 10 жовтня 1947 року. П'ята дитина в селянській сім'ї Митрофана Устимовича та Антоніни Ільківни Матвієнків, які мали 11 дітей. Крім матері, її вихованням займалися брати і сестри Анатолій, Люся, Марія та Микола. Із 4 років доглядала молодших братів і сестер (Василя, Валентину, Івана, Михайла, Поліну та Володимира), пасла худобу, одного літа навіть «наймитувала» в дядька Архипа в сусідньому хуторі Гонорино. «Я в такій сім'ї народилась, — зізнавалася співачка, — що в дитинстві нічого людського не бачила. Тільки й свята, коли тато не був п'яним і вони з мамою співали…».

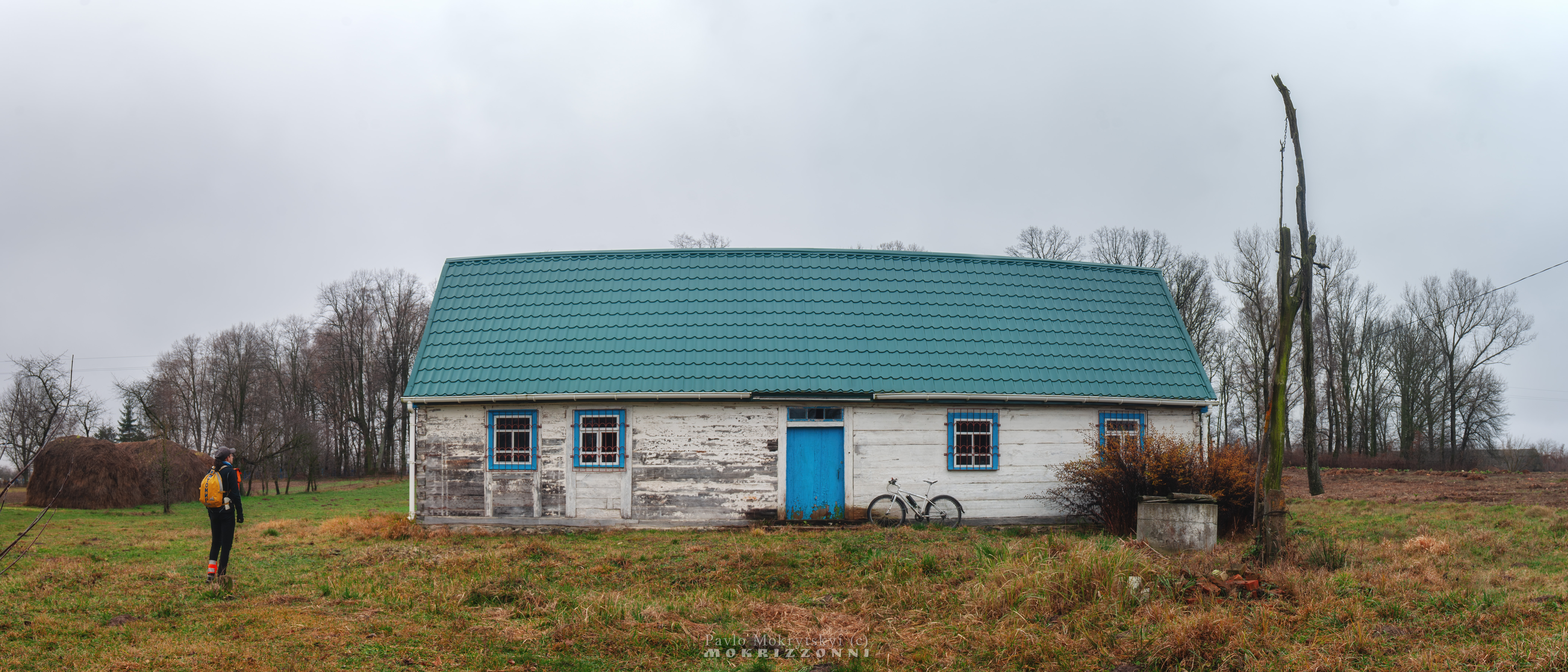
Родинний дім, де народилася Матвієнко

Мати, Антоніна Ільківна, мала співочий талант, могла співати в три, навіть у чотири голоси. Наприкінці 1970-х років Ніна Матвієнко записала диск із піснями матері.
Родина жила бідно. Щоб якось полегшити собі життя, батьки вирішили віддати Ніну до інтернату. 11-літня дівчинка мала добрий характер, легко сходилася з людьми. Мати вважала, що їй легше, ніж іншим дітям, буде перенести розлуку з родиною. З 1958 року Ніна навчалася в школі-інтернаті села Потіївка Радомишльського району. Це було нелегке випробування — один із вихователів карав її за найменшу провину, годинами тримав у кутку на колінах, загадував виконувати найважчу роботу.
Потіївська школа-інтернат була восьмирічкою, тож до 9-го класу Ніну Матвієнко перевели до Коростеня. У коростенській школі-інтернаті займалася легкою атлетикою й акробатикою[джерело?]. У 9-му класі закохалася у вчителя Івана, проте через негідну поведінку згодом його покинула.
Померла 8 жовтня 2023 року у віці 75 років за два дні до 76-ліття. Похована на Звіринецькому кладовищі у Києві.

## Творчість
Одна з викладачок, Людмила Іванівна, порадила Ніні професійно зайнятись співом і спробувати себе в Українському народному хорі ім. Г. Верьовки. Дівчина справді відвідала вокальну студію при хорі, але, закінчивши інтернат, довелось влаштуватися на коростенський завод «Хіммаш». Спочатку працювала табельницею, потім ученицею кранівника, згодом була переведена копіювальницею. Почувши, що в Житомирі набирають дівчат до естрадного вокального ансамблю, приїхала на проби до обласного центру. В Житомирській філармонії дійсно створювали жіночий вокальний гурт. Але автентична манера виконання Ніни Матвієнко ніяк не в'язалися з колективним естрадним співом, і їй відмовили (проби вдало пройшла інша майбутня українська співачка — Раїса Кириченко).
Але бажання співати було таким сильним, що 1966 року Матвієнко таки записалася в студію Хору імені Григорія Верьовки. З 1968 року, по закінченні вокальної студії при хорі, стала його солісткою.
Співачка веде активну концертно-гастрольну діяльність, почату ще з 1967 року. Ніна Матвієнко з великим успіхом гастролювала в Мексиці, Канаді, США, Чехословаччині, Польщі, Фінляндії, Кореї, Франції, країнах Латинської Америки. У її творчому репертуарі платівки із записами українських народних пісень, аудіокасети, компакт-диски із записами різних за жанром творів.
У 1966–1991 роках була солісткою вокальної студії при Державному заслуженому українському народному академічному хорі імені Григорія Верьовки. Крім того, з 1968 року співпрацює з вокальним тріо «Золоті ключі».
Новий період у творчій долі пов'язаний з роботою в Національному ансамблі солістів «Київська камерата», солісткою якого вона стала з 1991 року. Дивно виразний характер фольклорного співу співачки гармонійно поєднувався з академічним стилем виконання «Камерати», тим самим розширюючи художній репертуар концертної практики колективу.
З 1971 року в шлюбі з молодим художником Петром Гончарем — сином українського скульптора, художника і збирача старожитностей і українського вжиткового мистецтва Івана Гончара. Петро відвідав концерт Матвієнко в Києві (1968) і сказав, що вона буде його дружиною. Згодом їх познайомив Лесь Харченко з квартету «Явір».
У 1972 році народила сина Івана, за ним Андрія, а потім Антоніну. Сини пішли шляхом батька і стали художниками. У 2005 році, у віці Христа, Іван несподівано вирішив піти в ченці і здійснив постриг. Антоніна продовжує справу матері, її дедалі частіше можна зустріти на великій сцені. На ювілейних концертах, присвячених 60-літтю Ніни Матвієнко, вони співали разом.
У 1975 році Матвієнко заочно закінчила філологічний факультет Київського університету імені Тараса Шевченка і займалася літературною творчістю. Ще в радянські часи Ніна Матвієнко написала історію народного хору імені Григорія Верьовки, надрукувала кілька власних віршів, оповідань і есе. Її твори періодично з'являлися на сторінках таких часописів, як «Україна», «Дзвін», «Жіночий світ» та інших. Вершинним літературним надбанням співачки стала її біографічна книжка «Ой виорю нивку широкую», яка вийшла 2003 року у видавництві Українського центру народної культури «Музей Івана Гончара». У книзі подано пісенно-музичний матеріал із власного репертуару (понад 250 народних пісень і творів українських композиторів — колядки і щедрівки, веснянки, пісні до Зелених свят, купальські та петрівчані, жниварські й обжинкові, весільні, колискові, поховальні, жартівливі й танцювальні, псалми, історичні та станові пісні, пісні про кохання, родинне життя…). 2004 року вийшла книжка спогадів Ніни Матвієнко «Уже так не буде, як є». Також мріяла написати художній роман про кохання. У 2010 році співачка записала вступне слово до аудіокниги Блаженнішого Любомира «Дорога до ближнього».
1979 року з піснею «Ой летіли дикі гуси» стала фіналісткою телевізійного пісенного фестивалю «Пісня року».
У репертуарі співачки багато народних пісень, серед них обрядові, ліричні, гумористичні, пісні-балади, українські пісні XVII—XVIII сторіччя. Ніна Матвієнко співпрацювала з відомими вітчизняними композиторами сучасності; для неї пишуть твори Євген Станкович, Олег Кива, Мирослав Скорик, Ірина Кириліна, Ганна Гаврилець та багато інших.
Зіграла в телевиставах («Маруся Чурай», «Катерина Білокур», «Розлилися води на чотири броди»), художніх фільмах («Солом'яні дзвони», «Пропала грамота»), в радіовиставах («Політ стріли», «Кларнети ніжності»). Співачка озвучила ряд науково-популярних, хронікально-документальних кінофільмів, кілька теле- і радіопрограм. 1984 року брала участь у створенні українського мультфільму «Колискова». 1988 року був знятий відеофільм за участю Ніни Матвієнко «Русалчин тиждень». Серед авторських театрально-режисерських робіт акторки музичний спектакль «Під сонцем» (1997) за участю японського танцівника Тадаші Ендо, а також грандіозне музично-сценічне дійство «Золотий камінь посіємо ми» (1998). Крім того, Ніна Матвієнко 1995 року зіграла 16 вистав з американським театром La Mama E.T.C. (Нью-Йорк, США).
Гастролювала в Мексиці, Канаді, США, Чехії, Польщі, Фінляндії, Кореї, Франції, країнах Латинської Америки.

## Фільмографія

### Акторка
| Рік  |     | Українська назва        | Оригінальна назва         | Роль              |
| ---- | --- | ----------------------- | ------------------------- | ----------------- |
| 1971 | ф   | Співає Ніна Матвієнко   |                           | Сама себе         |
| 1973 | с   | Як гартувалась сталь    | рос. Как закалялась сталь | Валя (1-ша серія) |
| 1986 | ф   | Звинувачується весілля  |                           | Гостя-співачка    |
| 1987 | ф   | Золоте весілля          | рос. Золотая свадьба      | Мар'яна           |
| 1989 | док | Іван Миколайчук. Тризна |                           | Сама себе         |
| 1989 | ф   | Співає Ніна Матвієнко   |                           | Сама себе         |
| 1990 | с   | Далі польоту стріли     |                           | Ганнуся           |
| 2010 | с   | Шеф-кухар країни        |                           | Сама себе         |
| 2016 | с   | РанОК на Телевсесвіті   |                           | Сама себе         |
| 2018 | с   | Оля                     |                           | Сама себе         |

### Вокал, озвучення
| Рік       |    | Українська назва      | Оригінальна назва              | Роль                              |
| --------- | -- | --------------------- | ------------------------------ | --------------------------------- |
| 1971      | ф  | Тронка                | рос. Тронка                    | спів                              |
| 1972      | ф  | Пропала грамота       |                                | спів                              |
| 1980      | ф  | Єгипетський гусак     |                                | спів, у титрах не вказана         |
| 1980      | ф  | Пора літніх гроз      |                                | спів                              |
| 1982      | мф | Свіччине весілля      |                                | озвучення                         |
| 1984      | мф | Колискова             |                                | спів                              |
| 1984      | ф  | Іванко і цар Поганин  | рос. Иванко и царь Поганин     | спів                              |
| 1987      | ф  | Солом'яні дзвони      |                                | спів                              |
| 1989      | ф  | Дорога через руїни    |                                | спів                              |
| 1989      | с  | Гори димлять          |                                | спів                              |
| 1994      | ф  | Фучжоу                |                                | спів у складі тріо «Золоті ключі» |
| 1997      | ф  | Приятель небіжчика    | англ. A Friend of the Deceased | спів                              |
| 1997—1999 | с  | Посмішка звіра        |                                | спів                              |
| 1999      | ф  | Як коваль щастя шукав |                                | спів                              |
| 2002      | с  | Чорна рада            |                                | спів                              |
| 2004      | ф  | Сорочинський ярмарок  |                                | спів                              |
| 2023      | мф | Мавка. Лісова пісня   |                                | Оповідачка, озвучення             |

## Інше
Знімалася в телеспектаклях («Маруся Чурай», «Катерина Білокур»; «Розлилися води на чотири броди»); брала участь в радіовиставах («Політ стріли», «Кларнети ніжності»).
З 1989 року була членом Спілки кінематографістів України.

## Громадська діяльність
На парламентських виборах в Україні 1998 року Ніна Матвієнко була 8 номером партійного списку НРУ, що посів друге місце. Зняла свою кандидатуру зразу після обрання і, таким чином, депутатом Верховної Ради не була.

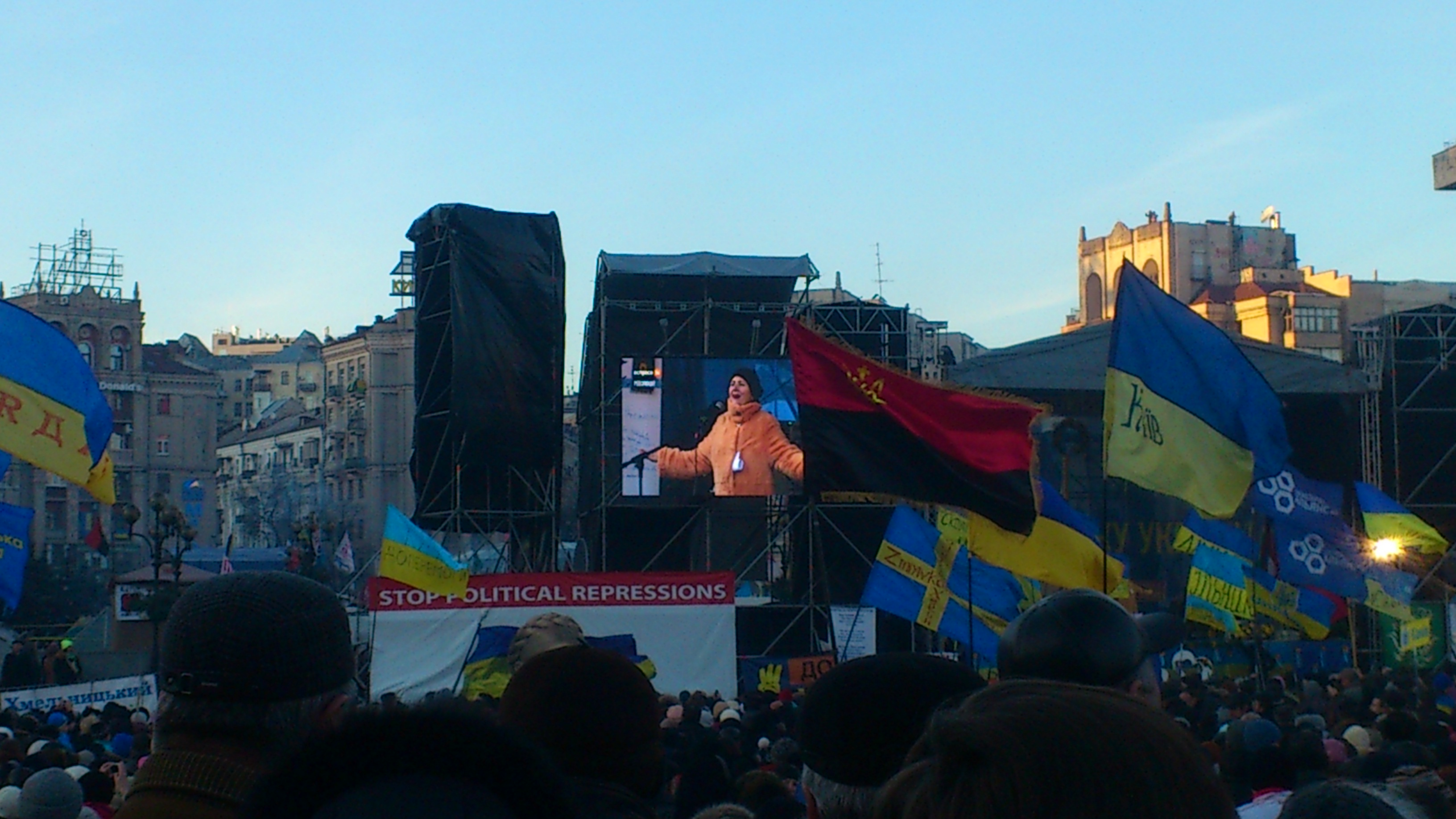
Ніна Матвієнко на Євромайдані

Ніна Матвієнко — голова журі Міжнародного конкурсу українського романсу імені Квітки Цісик, що проходив 1–3 квітня 2011 року в Львівській філармонії.

22 жовтня 2011 року Ніна Митрофанівна очолила Експертну Раду (Журі) Міжнародного Благодійного Фестивалю талантів «Дивосвіт» у м. Запоріжжя
Брала участь у Помаранчевій революції та Євромайдані.
2018 року долучилася до благодійного фотопроєкту «Щирі. Свята», присвяченого українському народному костюму та його популяризації. Проєкт реалізовано зусиллями ТЦ «Домосфера», комунікаційної агенції Gres Todorchuk та Національного центру народної культури «Музей Івана Гончара». Весь прибуток від продажу виданих календарів передано на реконструкцію музею. Кожен місяць у календарі присвячено одному з традиційних українських свят, на яке вказують атрибути та елементи вбрання.

## Критика
- Матвієнко війну на сході України назвала не патріотичною, а братовбивчою, критично та емоційно висловлювалася на адресу влади[15].
- У січні 2015 року Матвієнко на «17 каналі» брала участь у телемості Київ — Донецьк «Коли чекати на мир?», де з боку так званої ДНР у ньому брали участь бойовики[16].
- Ніна Матвієнко не відвідувала українських військовиків на сході, оскільки спочатку була проти війни між Україною і Росією. Артистка не знайшла потрібних пісень і не змогла змиритися з тим, що буде співати тільки одній стороні, при тому, що народи обох країн — брати: «Ні разу я не їздила. Була два рази в Слов'янську. Я не знала, що їм співати. По-перше, я не хотіла цієї війни, я протестувала. Одним співати, а другим не співати? І ті, і ті — брати».[17]

## Нагороди й номінації
Нагороди
- «Молоді голоси» (Україна, 1978);
- Всесвітній радіоконкурс фольклорних пісень у Братиславі (1978);
- Всесоюзний телеконкурс «С песней по жизни» (1979);
- XI Всесвітній фестиваль молоді та студентів (Москва, 1985);
- Всеукраїнська премія «Жінка III тисячоліття» в номінації «Знакова постать» (2006);
- Спеціальна премія ім. М. Вороніна «За високий стиль життя» в рамках загальнонаціональної програми «Людина року» (2018)
- Премія «Українська пісня року» в номінації «Легенда української пісні», за пісню «Чарівна скрипка» (2020).

Номінації
- Премія «Yuna» в номінації «Найкращий дует», за спільну з Монатиком пісню «Цей день» (2019).

### Державні нагороди
Творчий шлях Ніни Матвієнко був відзначений: у 1978 році за великий внесок у розвиток українського мистецтва і за активну культурно-творчу діяльність співачка отримала звання заслуженої, в 1985-му — народної артистки України. Також у 2016 році їй присвоєно звання «Почесної громадянки Києва».
- Державна премія УРСР ім. Тараса Шевченка (1988);
- Вища відзнака Фонду Міжнародної премії імені М. А. Касьяна — орден Миколи Чудотворця (1996);
- Орден княгині Ольги III ступеня (1997);
- 21 січня 2006 року указом Президента України Віктора Ющенка нагороджена званням Героя України;
- Орден княгині Ольги II ступеня (2020) — за значний особистий внесок у державне будівництво, соціально-економічний, науково-технічний, культурно-освітній розвиток України, вагомі трудові здобутки та високий професіоналізм[19];
- Відзнака Президента України «Національна легенда України» (2024) (посмертно)[20].

## Родина
- Батько: Митрофан Устимович Матвієнко — селянин.
- Мати: Антоніна Ільківна
- Чоловік: Гончар Петро Іванович (1949) — художник, генеральний директор НЦНК «Музей Івана Гончара». В останній час фактично не жили у шлюбі.[21]
- Син Іван Гончар (Януарій) (1973) — ієродиякон церкви Іоанна Богослова у Ніжині.[22]
- Син Андрій Гончар (1974) — художник, іконописець.
- Донька Антоніна Петрівна Гончар (1981) — співачка, дружина Арсена Мірзояна.
- Онучки: Уляна (1998), Ніна Мірзоян (2016)

## Вшанування пам'яті
У місті Яготин вулицю Кутузова перейменували на вулицю Ніни Матвієнко.
У місті Тростянець вулицю Ірини Ярмош перейменували на вулицю Ніни Матвієнко.
У місті Охтирка провулок Мічуріна перейменували на провулок Ніни Матвієнко.

## Додаткова література
- Матвієнко Ніна Митрофанівна // Українська музична енциклопедія / Гол. редкол. Г. Скрипник. — Київ : ІМФЕ НАНУ, 2011. — [Л – М]. — С. 335-336.
- Матвієнко Ніна Митрофанівна // Шевченківська енциклопедія: — Т.4:М—Па : у 6 т. / Гол. ред. М. Г. Жулинський.. — Київ : Ін-т літератури ім. Т. Г. Шевченка, 2013. — С. 114.